# Bug Agentes Biológicos
Bug Agentes Biológicos é uma empresa brasileira que fabrica produtos para controle biológico de pragas. Trata-se de uma das 50 empresas mais inovadoras do mundo de acordo com o ranking da revista Fast Company de 2012. A empresa fabrica vespas em grande quantidade para eliminar percevejos da lavoura de soja, além de outros produtos.

## Histórico
Foi fundada em 1999 na cidade de Piracicaba na Escola Superior de Agricultura Luiz de Queiroz, da Universidade de São Paulo. Quando a Escola Superior de Agricultura Luiz de Queiroz juntou-se em parceria com  a Fundecitrus para sintetizar um feromônio de Ecdytolopha aurantiana os agrônomos fundadores tiveram a visão de que poderiam ganhar dinheiro, após o produto ter sido industrializado em pastilha por uma empresa do Japão. Assim iniciaram fazendo armadilhas para este tipo de praga que ataca os cítricos.